# 2011 Veteraniya
A 2011 Veteraniya (ideiglenes jelöléssel 1970 QB1) a Naprendszer kisbolygóövében található aszteroida. Tamara Mikhaylovna Smirnova fedezte fel 1970. augusztus 30-án.